# شارلوت بونيت
شارلوت بونيت (بالفرنسية: Charlotte Bonnet )‏ (و. 1995 – م) هي سباحة، من فرنسا، شاركت في ألعاب أولمبية صيفية 2012، والسباحة في الألعاب الأولمبية الصيفية 2016، وسباحة في الألعاب الأولمبية الصيفية 2012 – سيدات 4 × 200 متر سباحة حرة تناوب ‏.

## جوائز
حصلت على جوائز منها:
- فارس وسام الاستحقاق الوطني.

## روابط خارجية
- شارلوت بونيت على موقع الاتحاد الدولي للسباحة (الإنجليزية)
- شارلوت بونيت على موقع SwimRankings.net (الإنجليزية)
- شارلوت بونيت على موقع اللجنة الأولمبية الدولية (الإنجليزية)
- شارلوت بونيت على موقع أوليمبيديا (الإنجليزية)
- شارلوت بونيت على موقع اللجنة الأولمبية الفرنسية (مؤرشف) (الفرنسية)